# Triatlon a 2000. évi nyári olimpiai játékokon
A 2000. évi nyári olimpiai játékokon új versenyszámként triatlonban egy férfi és egy női számot rendeztek. A triatlon a vasemberek sportja, három részből tevődik össze: az olimpiai táv 1500 méter úszás, 40 kilométer kerékpározás, 10 kilométer futás, és a különböző erőpróbák között nincs pihenőidő.

## Éremtáblázat
(A rendező ország csapata eltérő háttérszínnel, az egyes számoszlopok legmagasabb értéke, vagy értékei vastagítással kiemelve.)
| A 2000. évi nyári olimpiai játékok éremtáblázata triatlonban | A 2000. évi nyári olimpiai játékok éremtáblázata triatlonban | A 2000. évi nyári olimpiai játékok éremtáblázata triatlonban | A 2000. évi nyári olimpiai játékok éremtáblázata triatlonban | A 2000. évi nyári olimpiai játékok éremtáblázata triatlonban | Olimpia  |
| ------------------------------------------------------------ | ------------------------------------------------------------ | ------------------------------------------------------------ | ------------------------------------------------------------ | ------------------------------------------------------------ | -------- |
|                                                              | Ország                                                       | Arany                                                        | Ezüst                                                        | Bronz                                                        | Összesen |
| 1.                                                           | Svájc (SUI)                                                  | 1                                                            | 0                                                            | 1                                                            | 2        |
| 2.                                                           | Kanada (CAN)                                                 | 1                                                            | 0                                                            | 0                                                            | 1        |
|                                                              |                                                              |                                                              |                                                              |                                                              |          |
| 3.                                                           | Ausztrália (AUS)                                             | 0                                                            | 1                                                            | 0                                                            | 1        |
| 3.                                                           | Németország (GER)                                            | 0                                                            | 1                                                            | 0                                                            | 1        |
|                                                              |                                                              |                                                              |                                                              |                                                              |          |
| 5.                                                           | Csehország (CZE)                                             | 0                                                            | 0                                                            | 1                                                            | 1        |
|                                                              |                                                              |                                                              |                                                              |                                                              |          |
| Összesen                                                     | Összesen                                                     | 2                                                            | 2                                                            | 2                                                            | 6        |

## Érmesek
| A 2000. évi nyári olimpiai játékok férfi érmesei triatlonban |                                |                                      |                               |
| Versenyszám                                                  | Arany                          | Ezüst                                | Bronz                         |
| Férfi                                                        | Simon Whitfield · Kanada (CAN) | Stephan Vuckovic · Németország (GER) | Jan Řehula · Csehország (CZE) |
| Női                                                          | Brigitte McMahon · Svájc (SUI) | Michellie Jones · Ausztrália (AUS)   | Magali Messmer · Svájc (SUI)  |

## Magyar részvétel
- Edöcsény-Hóbor Nóra 19. 2:05:20,03
- Góg Anikó 39. 2:14:50,55
- Kuttor Csaba 30. 1:51:05,74
- Molnár Erika 23. 2:05:39,50